# 黑文 (紐約州)
黑文（英語：Haven）是位於美國紐約州沙利文縣的非建制地區。

## 歷史
黑文的郵局於1891年設立，其後於1926年停運。

## 地理
黑文所處的海拔為高於海平面161米（即528英呎），而該地所採用的時區為UTC-5，即北美东部时区（EST）。同時該地設有夏令時間，為UTC-5調快一小時，即UTC-4（EDT）。